# New Jersey Turnpike
De New Jersey Turnpike (NJTP) is een als tolweg uitgevoerde autosnelweg in de Verenigde Staten. De hele snelweg ligt in de staat New Jersey. De hoofdroute van de snelweg begint bij de aansluiting op de U.S. Route 46 (US 46) in Ridgefield Park in Bergen County in het noorden en eindigt bij de aansluiting op de Interstate 295 op de grens van Pennsville en Carneys Point in Salem County, dicht bij de grens met Delaware. Belangrijke plaatsen/steden langs de NJ Turnpike zijn Newark, Elizabeth, Woodbridge, Trenton en de voorsteden en agglomeratie ten zuidoosten van Philadelphia, maar de snelweg is vooral een verbinding tussen de staten Delaware, Pennsylvania en New York. De tolweg biedt een rechtstreekse doorsteek ten zuidoosten van Philadelphia voor langeafstandsverkeer tussen de steden New York en Washington. Volgens de International Bridge, Tunnel and Turnpike Association was de New Jersey Turnpike in 2010 de op vijf na drukste tolweg van de Verenigde Staten.
De snelweg wordt beheerd door de in 1950 opgerichte New Jersey Turnpike Authority. De totale lengte van de hoofdroute is 188,62 km, het totale systeem van bijhorende aanvoer- en verbindingswegen samengeteld, komt uit op een netwerk van 238,5 km.

## Geschiedenis
Los van eerdere nooit uitgevoerde plannen in de jaren dertig, werd de aanzet tot de bouw van de New Jersey Turnpike gegeven in 1948. De ingenieurs braken vooral hun hoofd over de doortocht door de meest dichtbevolkte steden langs het traject, Newark en Elizabeth waar eind jaren veertig al honderden huizen moesten sneuvelen voor het tracé vrij te krijgen.
De New Jersey Turnpike werd aangelegd in 23 maanden, van 1950 tot 1952, met de eerste deeltrajecten die openden in 1951, vóór de invoering van het Interstate Highway System en de grote federale subsidies die aan staten werden verstrekt om dit netwerk aan te leggen. De NJ Turnpike is daarbij de op een na oudste Amerikaanse autosnelweg, enkel voorafgegaan door de Pennsylvania Turnpike (1940). Met de invoering van het Interstate Highway System aan het einde van de jaren vijftig van de twintigste eeuw werd de aanleg van tolwegen zoals de New Jersey Turnpike aanzienlijk vertraagd, omdat de federale regering nu het grootste deel van de financiering voor de aanleg van nieuwe snelwegen voor haar rekening nam en de regelgeving vereiste dat dergelijke Interstate Highways vrij van tol moesten zijn. Maar de oudere tolwegen zoals de New Jersey Turnpike werden soms wel deels of volledig aan het Interstate System toegevoegd onder een grandfather-clausule die het mogelijk maakte om tol te blijven heffen op tolwegen die van voor het systeem dateren. Zo wordt het tracé gedeeltelijk gedeeld met de I-95, met tolheffing. De tolheffing op de NJ Turnpike blijft in New Jersey gehandhaafd als een blijvende recurrente bron van inkomsten die ook mee het onderhoud van de infrastructuur financiert.

## Traject
Van het noordelijk eindpunt in Ridgefield Park tot in Columbus deelt de NJ Turnpike tegenwoordig het traject met Interstate 95 (I-95). Het is ook de I-95 Extension die verder noordwaarts van het eindpunt de Hudson kruist langs de George Washington Bridge om Manhattan te bereiken. Ten zuiden van Columbus heeft de NJ Turnpike zijn eigen historische bedding, zonder vermelde wegnummering tot de aansluiting met de Interstate 295 (I-295) bij de oversteek langs de Delaware Memorial Bridge over de Delaware.
Naast de hoofdroute zijn er drie uitbreidingen en twee aanvoerroutes, de 13,1 km lange Newark Bay Extension bij uitrit 14, onderdeel van I-78, de 10,5 km lange Pennsylvania Turnpike Extension (officieel de Pearl Harbor Memorial Turnpike Extension) bij uitrit 6 die de I-95 wegvoert van de hoofdroute, de Eastern Spur en Western Spur die het verkeer kanaliseren naar Newark en Ridgefield en de I-95 Extension in het noorden die na het eindpunt verder noordoostwaarts tot aan de George Washington Bridge over de Hudson voert. Alle segmenten met uitzondering van de I-95 Extension zijn tolwegen.